# Václav Kadlec
Václav Kadlec (Praag, 20 mei 1992) is een Tsjechisch voetballer die bij voorkeur als aanvaller speelt. Hij verruilde FC Midtjylland in september 2016 voor Sparta Praag. Kadlec debuteerde in 2010 in het Tsjechisch voetbalelftal.

## Clubcarrière
Kadlec maakte op 25 oktober 2008 zijn debuut in het betaald voetbal in het shirt van Sparta Praag, tegen 1. FK Příbram. Hij scoorde toen hij zestien jaar oud was zijn eerste doelpunt in de Tsjechische competitie. In de zomer van 2013 tekende Kadlec een contract bij Eintracht Frankfurt.

## Statistieken
| Seizoen | Club                | Land       | Competitie              | Wed. | Doelp. |
| ------- | ------------------- | ---------- | ----------------------- | ---- | ------ |
| 2008/09 | AC Sparta Praag     | Tsjechië   | 1. česká fotbalová liga | 12   | 2      |
| 2009/10 | AC Sparta Praag     | Tsjechië   | 1. česká fotbalová liga | 29   | 6      |
| 2010/11 | AC Sparta Praag     | Tsjechië   | 1. česká fotbalová liga | 25   | 4      |
| 2011/12 | AC Sparta Praag     | Tsjechië   | 1. česká fotbalová liga | 14   | 3      |
| 2012/13 | AC Sparta Praag     | Tsjechië   | 1. česká fotbalová liga | 26   | 14     |
| 2013/14 | AC Sparta Praag     | Tsjechië   | 1. česká fotbalová liga | 5    | 3      |
| 2013/14 | Eintracht Frankfurt | Duitsland  | Bundesliga              | 21   | 5      |
| 2014/15 | Eintracht Frankfurt | Duitsland  | Bundesliga              | 4    | 1      |
| 2014/15 | → AC Sparta Praag   | Tsjechië   | 1. česká fotbalová liga | 13   | 9      |
| 2015/16 | Eintracht Frankfurt | Duitsland  | Bundesliga              | 5    | 0      |
| 2015/16 | FC Midtjylland      | Denemarken | Superligaen             | 6    | 0      |
| 2016/17 | FC Midtjylland      | Denemarken | Superligaen             | 7    | 3      |
| 2016/17 | AC Sparta Praag     | Tsjechië   | 1. česká fotbalová liga | 15   | 3      |
| 2017/18 | AC Sparta Praag     | Tsjechië   | 1. česká fotbalová liga | 21   | 6      |
| Totaal  | Totaal              | Totaal     | Totaal                  | 203  | 59     |

## Interlandcarrière
Kadlec maakte op 12 oktober 2010 zijn debuut in het Tsjechisch voetbalelftal. Hij kwam meteen tot scoren in zijn eerste interland, tegen Liechtenstein. Daarmee werd hij de jongste doelpuntenmaker in de geschiedenis van het Tsjechisch nationaal elftal. In 2010 werd hij bij de verkiezing van Tsjechisch voetballer van het Jaar verkozen tot beste talent. Hij nam met Tsjechië -21 deel aan het EK -21 in Denemarken in 2011, waar Tsjechië in de halve finale werd uitgeschakeld door Zwitserland.

## Erelijst
| Kampioen Gambrinus liga   | 2× | 2009/10, 2013/14 |
| Sazka Tip Superpohár 2010 | 1× | 2010             |

1 Vindahl Jensen ·
2 Suchomel ·
3 Imanol ·
4 Solbakken ·
5 Ross ·
6 Kairinen ·
7 Olatunji ·
8 Pavelka ·
10 Rrahmani ·
11 Tuci ·
13 Daněk ·
14 Birmančević ·
17 Preciado ·
18 Sadílek ·
20 Laçi · 
21 Pešek ·
22 Haraslín ·
24 Vorel ·
25 Sørensen ·
27 Panák  ·
28 Wiesner ·
29 Krasniqi ·
30 Zelený ·
32 Ryneš ·
33 Cobbaut ·
41 Vitík ·
44 Surovčík ·
Coach: Friis
· Assistent-coach: Sparv
· Keeperstrainer: Zítka
1 Čech ·
2 Kadeřábek ·
3 Kadlec ·
4 Gebre Selassie ·
5 Hubník ·
6 Sivok ·
7 Necid ·
8 Limberský ·
9 Dočkal ·
10 Rosický ·
11 Pudil ·
12 Škoda ·
13 Plašil ·
14 Kolář ·
15 Pavelka ·
16 Vaclík ·
17 Suchý ·
18 Šural ·
19 Krejčí ·
20 Skalák ·
21 Lafata ·
22 Darida ·
23 Koubek ·
Coach: Vrba